# Angela Carini
Angela Carini (Napoli, 6 ottobre 1998) è una pugile italiana.

## Biografia
Nasce a Napoli, figlia di un ex poliziotto e di una poliziotta. Cresce ad Afragola e, successivamente, si trasferisce con la famiglia a Piedimonte Matese dove frequenta il liceo "Galileo Galilei", per poi nel 2014 trasferirsi a Marcianise.
Entra a far parte della sezione giovanile delle Fiamme Oro. Dopo essersi laureata campionessa europea di pugilato nel 2014 nelle categorie giovanili, l'anno successivo vince la medaglia d'oro ai campionati mondiali di pugilato femminile giovanili, organizzati dall'Aiba e disputati a Taiwan, dal 15 al 23 maggio 2015.
Partecipa ai campionati mondiali 2018 disputati a Nuova Delhi, in India, venendo eliminata al secondo turno dei pesi welter dalla cinese Gu Hong. Ai campionati europei 2019 svolti ad Alcobendas, in Spagna, si aggiudica la medaglia d'argento nei 69 kg perdendo in finale contro la russa Darima Sandakova. Vince la medaglia d'argento nei 64 kg ai campionati mondiali di Ulan-Udė 2019, sconfitta 5-0 in finale dalla campionessa uscente Dou Dan.
Alle Olimpiadi di Tokyo 2020 partecipa agli ottavi di finale del torneo dei pesi welter, dove viene sconfitta dalla taiwanese Chen Nien-chin.
Alle Olimpiadi di Parigi 2024, partecipa agli ottavi di finale del torneo dei pesi welter, dove viene sconfitta dall'algerina Imane Khelif per abbandono a 46 secondi dall'inizio della prima ripresa.

## Palmarès
- Mondiali

Ulan-Udė 2019: argento nei 64 kg.
- Europei

Alcobendas 2019: argento nei 69 kg.